# After the Software Wars
After the Software Wars là cuốn sách của Keith Curtis nói về phần mềm tự do và tầm quan trọng của nó trong ngành công nghiệp máy tính, đặc biệt là về tác động của nó đối với Microsoft và mô hình phát triển phần mềm độc quyền. Cuốn sách nói về sức mạnh của sự hợp tác tập thể và khả năng đạt đến một mức độ hợp lý duy nhất cho thấy những ví dụ hợp tác thành công trong mã nguồn mở như Linux và Wikipedia.
Keith Curtis theo học Đại học Michigan, nhưng bỏ học để làm lập trình viên cho Microsoft sau khi được gặp Bill Gates vào năm 1993. Ông làm việc ở đó được 11 năm rồi bỏ hãng ra đi vì cảm thấy chán nản. Về sau Keith Curtis viết và tự xuất bản cuốn After the Software Wars nhằm giải thích tầm cỡ của phần mềm tự do nguồn mở cũng như lý do tại sao ông tin rằng về mặt kỹ thuật Linux vượt trội hơn bất kỳ hệ điều hành độc quyền nào khác.